# Peter Alvérus
Peter Georg Alvérus, född 3 mars 1953 i Maria Magdalena församling i Stockholm, är en svensk skådespelare och företagare. Han driver konferensanläggningen Fårösunds fästning på Gotland och är även delaktig i Tvålpalatset i Stockholm.
Han är sedan 1980-talet sambo med scenografen Cian Bornebusch (född 1959).

## Rollista
- Nya Dagbladet (1985) – Björn
- Råttornas vinter (1988) – Ambulansman[6]
- Hassel – Säkra papper (1989) – Banktjänsteman[6]
- Rosenbaddarna (1990) – Hilmer Larsson[6]
- Tre Kronor (TV-serie) (1996) – Rutger Collier[6]